# Campionati del mondo di atletica leggera 2023 - Marcia 35 km femminile
La specialità della marcia 35 km femminile dei campionati del mondo di atletica leggera 2023 si è svolta il 24 agosto 2023 al Centro nazionale di atletica leggera di Budapest, in Ungheria.
Hanno preso parte alla competizione 43 atlete in rappresentanza di 22 distinte nazioni.

## Podio
| Pos.    | Atleta               | Nazionalità | Tempo   |
| ------- | -------------------- | ----------- | ------- |
| Oro     | María Pérez          | Spagna      | 2h38'40 |
| Argento | Kimberly García      | Perù        | 2h40'52 |
| Bronzo  | Antigónī Ntrismpiōtī | Grecia      | 2h43'22 |

## Situazione pre-gara

### Record
Prima di questa competizione, il record del mondo (RM) e il record dei campionati (RC) erano i seguenti.
| Record | Prestazione | Atleta               | Data                                         | Competizione  |
| ------ | ----------- | -------------------- | -------------------------------------------- | ------------- |
|        | 2h37'15     | María Pérez Spagna   | 21 maggio 2023 Poděbrady, Repubblica Ceca    |               |
|        | 2h39'16     | Kimberly García Perù | 22 luglio 2022 Eugene, Stati Uniti d'America | Mondiali 2022 |

### Campioni in carica
I campioni in carica, a livello mondiale e olimpico, erano:
| Campione | Atleta               | Prestazione | Data                                         | Competizione  |
| -------- | -------------------- | ----------- | -------------------------------------------- | ------------- |
| Mondiale | Kimberly García Perù | 2h39'16     | 22 luglio 2022 Eugene, Stati Uniti d'America | Mondiali 2022 |

## Risultati
| Class   | Nome                    | Nazione     | Tempo   | Avvisi | Note                                     |
| ------- | ----------------------- | ----------- | ------- | ------ | ---------------------------------------- |
| Oro     | María Pérez             | Spagna      | 2:38:40 | >      |                                          |
| Argento | Kimberly García         | Perù        | 2:40:52 | >      |                                          |
| Bronzo  | Antigónī Ntrismpiōtī    | Grecia      | 2:43:22 | ~      | Miglior prestazione personale stagionale |
| 4       | Viviane Lyra            | Brasile     | 2:44:40 |        |                                          |
| 5       | Cristina Montesinos     | Spagna      | 2:45:32 |        | Miglior prestazione personale            |
| 6       | Evelyn Inga             | Perù        | 2:46:18 |        | Miglior prestazione personale            |
| 7       | Serena Sonoda           | Giappone    | 2:46:32 |        |                                          |
| 8       | Olga Chojecka           | Polonia     | 2:46:48 | ~      | Miglior prestazione personale            |
| 9       | Magaly Bonilla          | Ecuador     | 2:47:09 |        |                                          |
| 10      | Tereza Ďurdiaková       | Rep. Ceca   | 2:49:06 | ~      |                                          |
| 11      | Bai Xueying             | Cina        | 2:49:34 |        |                                          |
| 12      | Alejandra Ortega        | Messico     | 2:50:44 |        |                                          |
| 13      | Raquel González         | Spagna      | 2:51:53 |        |                                          |
| 14      | Masumi Fuchise          | Giappone    | 2:52:57 | >      | Miglior prestazione personale            |
| 15      | Federica Curiazzi       | Italia      | 2:53:27 |        |                                          |
| 16      | Victoría Madarász       | Ungheria    | 2:53:30 |        | Miglior prestazione personale stagionale |
| 17      | Johana Ordóňez          | Ecuador     | 2:54:58 |        | Miglior prestazione personale stagionale |
| 18      | Agnieszka Ellward       | Polonia     | 2:56:51 |        | Miglior prestazione personale            |
| 19      | Sara Vitiello           | Italia      | 2:57:00 |        |                                          |
| 20      | Vasylyna Sydorchuk      | Ucraina     | 2:57:24 | >      |                                          |
| 21      | Allanah Pitcher         | Australia   | 2:57:55 | >      |                                          |
| 22      | Rita Récsei             | Ungheria    | 2:59:37 |        |                                          |
| 23      | Anabelly Orjuela        | Colombia    | 2:59:58 | ~      | Miglior prestazione personale stagionale |
| 24      | Maria Michta-Coffey     | Stati Uniti | 3:01:22 |        |                                          |
| 25      | Mária Katerinka Czaková | Slovacchia  | 3:01:53 |        | Miglior prestazione personale            |
| 26      | Kyriaki Filtisakou      | Grecia      | 3:02:16 |        |                                          |
| 27      | Nicole Colombi          | Italia      | 3:02:29 | >      |                                          |
| 28      | Hana Burzalová          | Slovacchia  | 3:02:47 |        | Miglior prestazione personale stagionale |
| 29      | Bianca Maria Dittrich   | Germania    | 3:03:05 |        |                                          |
| 30      | Ilse Guerrero           | Messico     | 3:03:41 |        | Miglior prestazione personale stagionale |
| 31      | Ema Hačundová           | Slovacchia  | 3:05:43 |        | Miglior prestazione personale stagionale |
| 32      | Karla Jaramillo         | Ecuador     | 3:05:55 |        |                                          |
| 33      | Austėja Kavaliauskaitė  | Lituania    | 3:08:11 | >      |                                          |
| 34      | Alina Tsvilii           | Ucraina     | 3:09:23 | >      |                                          |
| 35      | Miranda Melville        | Stati Uniti | 3:09:41 | >      |                                          |
| 36      | Elianay Pereira         | Brasile     | 3:16:11 |        | Miglior prestazione personale stagionale |
|         | Mihaela Acatrinei       | Romania     | dnf     |        |                                          |
|         | Olga Fiaska             | Grecia      | dnf     | >      |                                          |
|         | Inês Henriques          | Portogallo  | dnf     |        |                                          |
|         | Li Maocuo               | Cina        | dnf     |        |                                          |
|         | Qieyang Shijie          | Cina        | dnf     |        |                                          |
|         | Ana Veronica Rodean     | Romania     | dnf     |        |                                          |
|         | Erica Sena              | Brasile     | dnf     | >      |                                          |
|         | Galina Yakusheva        | Kazakistan  | dnf     |        |                                          |
|         | Stephanie Casey         | Stati Uniti | dq      | >      | TR54.7.5                                 |
|         | Katarzyna Zdziebło      | Polonia     | dq      | ~ >    | TR54.7.5                                 |
|         | Rebecca Henderson       | Australia   | dns     |        |                                          |

| Legenda | ~ Cartellino rosso per perdita di contatto | > Cartellino rosso per ginocchio piegato | TR54.7.5: Squalificato per la regola TR54.7.5 (Quarto cartellino rosso) |